# Pelota vasca en los Juegos Panamericanos

Pelota vasca

La prueba de Pelota vasca fue admitida en los Juegos Panamericanos desde la décima segunda edición que se celebró en Mar de Plata en Argentina en 1995.
Dicho deporte se ha realizado en las ediciones de 1995, 2003, 2011 y 2019.

## Eventos
Los siguientes eventos son los realizados en la prueba de pelota vasca, según la sede son los eventos realizados.

### Masculino
| Trinquete pelota de goma Trinquete pelota de cuero Trinquete mano individual Frontón de 36 m pelota de cuero | - Frontón de 36 m mano individual - Frontón de 36 m mano parejas - Frontón de 30 m pelota de goma - Frontón de 30 m frontenis |

### Femenino
- Trinquete pelota de goma
- Frontón de 30 m frontenis

## Medallero Histórico
Actualizado Santiago 2023
| Núm. | País           | Oro | Plata | Bronce | Total |
| ---- | -------------- | --- | ----- | ------ | ----- |
| 1    | México         | 25  | 11    | 7      | 43    |
| 2    | Argentina      | 15  | 7     | 11     | 33    |
| 3    | Cuba           | 3   | 14    | 13     | 30    |
| 4    | Perú           | 2   | 0     | 1      | 3     |
| 5    | Uruguay        | 1   | 6     | 3      | 10    |
| 6    | Venezuela      | 0   | 4     | 2      | 6     |
| 7    | Estados Unidos | 0   | 4     | 1      | 5     |
| 8    | Chile          | 0   | 0     | 6      | 6     |
| 9    | Brasil         | 0   | 0     | 2      | 2     |